# Querbauwerk

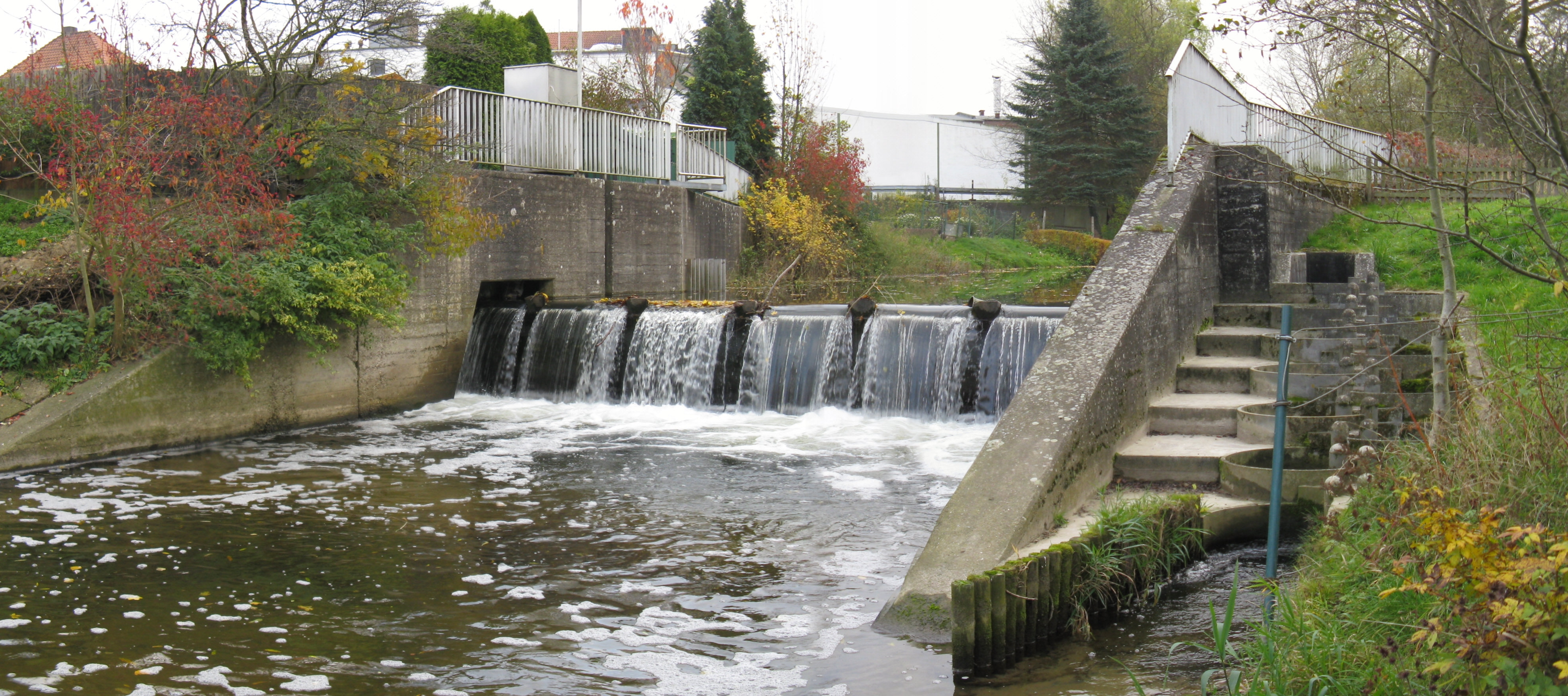
Querbauwerk mit Fischpass an der Werre

Querbauwerke sind quer oder schräg zur Fließrichtung verlaufende künstliche Einbauten im Gewässerbett von unterschiedlicher Größe, die eine Barriere darstellen. Sie dienen im Rahmen der Wasserwirtschaft und des Verkehrswasserbaus als Sohlen-, Regelungs- und Staubauwerke der Beeinflussung des natürlichen Wasserabflusses. Größere Querbauwerke bilden eine künstliche Fallstufe und in Bezug auf die Durchgängigkeit für Fische und Schiffe ein mehr oder weniger großes Hindernis. Dies kann erhebliche Auswirkungen auf die Gewässerökologie zur Folge haben und den Lebensraum der aquatischen Fauna gravierend verändern.

## Ziel der Querbauwerke
Als fachlicher Oberbegriff wird Querbauwerk für alle baulichen Strukturen im Gewässer verwendet, die sich über die gesamte Breite erstrecken. Zu den Querbauwerke zählen alle Formen von Sohlenbauwerken, Abstürzen und Absperrbauwerken bis hin zu großen Staustufen, Wehren, Staudämmen und Talsperren, deren Bezeichnungen in den Normen DIN 4047-5 (1989), DIN 4048-1 (1987), DIN 19661-2 (2000) und DWA-M 509 festgelegt sind. Alle baulichen Eingriffe bewirken eine Verminderung der Fließgeschwindigkeit im oberhalb liegenden Gewässerabschnitt, wodurch ein mehr oder weniger großer Aufstau im Gewässer entsteht und gleichzeitig die Wassertiefe erhöht wird. Ziele der Maßnahmen sind:
- die Stabilisierung der Gewässersohle
- die Ausleitung für Bewässerungszwecke
- die Entnahme für Wassergewinnung
- die Energiegewinnung durch Wasserkraftanlagen
- die Schiffbarmachung
- der Schutz vor Hochwasser im Tidebereich

## Folgen
Mit den Veränderungen der natürlichen Strömungsverhältnisse werden die Sohl- und Uferstrukturen des Gewässers beeinflusst. Die künstlich geschaffenen Querbauwerke beeinträchtigen die natürliche Fließgewässerentwicklung und können zu tief greifenden Veränderungen der Fließcharakteristik führen.
Bei Ausbildung als Fallstufe sind die Auswirkungen der Querbauwerke auf die Gewässerökologie erheblich, denn der Lebensraum der aquatischen Fauna wird in Stau- und Ausleitungsstrecken gravierend verändert. Besonders die flussaufwärts gerichtete Wandermöglichkeiten für Fische und andere wassergebundene Organismen wird durch senkrechte Abstürze, wie beispielsweise an Wehren, behindert oder gar unterbrochen. Dadurch wird die Habitatausprägung eines Gewässers verändert und die Bestandsentwicklung der Fische und Gewässerorganismen erheblich negativ beeinflusst und gestört, da überlebenswichtige Habitate nicht mehr erreicht werden können.
Die Barrierewirkung eines Querbauwerks behindert oder unterbricht auch den natürlichen Sedimenttransport. Durch die verminderte Fließgeschwindigkeit wird die Schleppspannung verringert und es entstehen stromaufwärts Ablagerungen von Feststoffen durch Versandungen und Verschlammungen. Stromabwärts kann eine Erosion der Gewässersohle die Folge sein. Bei Kraftwerken besteht zumindest Verletzungsgefahr bei Fischen, wenn diese stromab durch eine Turbine schwimmen wollen.
Auch für die Schifffahrt stellen Querbauwerke ein Hindernis dar. Bei Rampen und Gleiten können flach gehende Boote oder auch Flösse bei geeigneter Neigung das Hindernis 'überfahren'. Für größere Boote oder Schiffe ist der Bau einer Schleuse erforderlich.

## Gegenmaßnahmen
Zur Abhilfe hat die Europäische Union im Jahr 2000 die Wasserrahmenrichtlinie erlassen. Als Umweltziel fordert die Richtlinie den „guten ökologischen Zustand“ aller Gewässer. Mit gezielten Maßnahmen soll die freie Durchgängigkeit des Gewässernetzes für aquatische Organismen erreicht werden. Die Umsetzung der EU-Richtlinie in deutsches Recht wird mit dem Wasserhaushaltsgesetz geregelt. In diesem Sinn werden die Querbauwerke sukzessive mit Fischtreppen oder ähnlichen Aufstiegshilfen ausgestattet, da ein Rückbau einer Wanderbarriere im Regelfall nicht möglich ist.
Für die Überwindung der Querbauwerke durch Schiffe werden im Verkehrswasserbau Abstiegsbauwerke wie Schleusen und Schiffshebewerke errichtet. Für die kleineren Sportboote gibt es Bootsgassen. Auch wenn bei diesen Kunstbauten eine gewisse Durchströmung stattfindet stören die Bauten generell die Fischwanderung. Spezielle Fischabstiege ermöglichen Fischen auch einen verletzungsfreien Abstieg an Kraftwerksturbinen.